# Lasippa heliodore
Lasippa heliodore är en fjärilsart som beskrevs av Fabricius 1787. Lasippa heliodore ingår i släktet Lasippa och familjen praktfjärilar. Inga underarter finns listade i Catalogue of Life.